# Темистије
Темистије ( стгрч. ΘεμιστιοςΘεμιστιος; око 317. - после 388.) - државник Римског царства (Цариград), грчки реторичар и филозоф.

## Живот
Рођен 317. у Пафлагонији, син чувеног учитеља филозофије Евгенија. Темистије је своје образовање стекао прво у Неокесарији (где је у то време предавао Василије Неокесаријски, отац Василија Великог), а затим у Цариграду, где се средином 4. века његова породица преселила. У младости је предавао филозофију и реторику у разним градовима Мале Азије, у Никомедији (342-343) и Анкири (344-347), стекао славу, са око 30 година (према другим изво
рима - 25) позван је у Цариград да одржи поздравну реч цару Констанцију. Темистије је стекао популарност након што је одржао овај говор и током времена направио бриљантну каријеру у престоници као судски говорник. Од 345. године учио је у Цариграду, где је проживео скоро цео свој живот.
Између 347. и 355. године основао је филозофско-реторичку школу у Цариграду, али је после извесног времена напустио наставу ради јавне службе. Цар Констанције је обезбедио његов избор у Цариградски сенат 355. године, касније је постао принцепс сенатус, а служио је и као саветник византијских царева од Констанција (337-361) до Теодосија I (379).-395), био је васпитач будућег цара Аркадија; од 384. Темистије је био префект Цариграда. Током 30 година, од средине 350-их, Темистије је био веома важна личност у Цариграду. Темистије је брзо стекао признање крајем 350. године и постао беседник и адвокат у Цариграду, крећући се међу сенаторима.
Био је паганин и један од вођа „паганске странке“, био је надалеко познат међу образованим људима.

## Зборник радова
Сачувана су 34 Темистијева говора. Деле се у две групе: Политичке и Приватне. политички (1-19)
- Говор 1. О човекољубљу, Констанције.
- Говор 2. Констанцију, такође савршеном филозофу и краљу, захвалност.
- Говор 3. Гласникова реч о Цариграду, предата у Риму.
- Говор 4. Цару Констанцију.
- Говор 5. Конзул (Јовиану). 364
- Говор 6. Братски љубавници, или О човекољубљу.
- Говор 7. О онима који су поражени код Валенса.
- Говор 8. Пета годишњица.
- Говор 9. Упозорење младом Валентинијану.
- Говор 10. О склапању мира (Цару Валенту). 370 г.
- Говор 11. Деценија, или О царској дужности.
- Говор 12. Валенс о религијама. 374
- Говор 13. Љубавник, или О лепоти владања.
- Говор 14. посланик цара Теодосија.
- Говор 15. Теодосију, величанственом у врлинама.
- Говор 16. Хвала аутократи за мир у конзулату стратега Сатурнина.
- Говор 17. За моје постављење за градског жупана (Цариграда).
- Говор 18. Слушај о краљевској љубави.
- Говор 19. О човекољубљу самодржаца Теодосија.

Приватно (20-34)
- Говор 20. У знак сећања на оца (Погребни говор у част његовог оца).
- Говор 21. Испитивач или филозоф.
- Говор 22. О пријатељству.
- Говор 23. Софиста (сачуван непотпуно).
- Говор 24. Упозорење Никомедији.
- Говор 25. Против оних који сматрају да је могуће говорити без припреме (сачувајте резиме).
- Говор 26. О елоквенцији, или Како треба да говори филозоф.
- Говор 27. О томе да не треба ценити градове, већ људе (Да учимо не од места, већ од људи).
- Говор 28. Студија о елоквенцији (није сачувана у потпуности).
- Говор 29. Одговорите онима који погрешно тумаче мој говор „Софиста“.
- Говор 30. Да ли треба да се бавим пољопривредом?
- Говор 31. О мом председавању Сенатом, Цариградском сенату.
- Говор 32. О ономе ко умирује страсти, или О децољупцу.
- Говор 33. [Наслов изгубљен] (није сачуван у потпуности).
- Говор 34. Као одговор онима који сматрају да је моје учешће у јавном животу грешка.

Био је познат по развијању парафраза – скраћених транскрипција филозофских дела. Темистијево филозофско писано наслеђе чине његови образовни коментари о Аристотелу. Сачувана су три коментара: на „Физику”, „О души” и „Другу аналитику”; још два (за „На небу” и 12. књигу „Метафизике”) дошла су у хебрејском преводу са арапског. Коментари на „Категорије“, „Прву аналитику“, „О пореклу и уништењу“ и „Никомахову етику“ нису сачувани.Темистијева дела су имала значајан утицај на касноантичке и византијске филозофе касније. Дела су била позната и на латинском западу и на арапском истоку.